# Alessandro Melli
Pour les articles homonymes, voir Melli.
Alessandro Melli  est un footballeur italien, né le 11 décembre 1969 à Agrigente, évoluant au poste d'attaquant. Il fait partie depuis 2005 de l'organigramme du Parme FC.

## Biographie
Alessandro Melli, fils d'un ancien joueur du Parme FC durant les années 1960, fait ses premières armes dans l'ancien club de son père, jouant dans toutes les équipes de jeunes avant de débuter chez les professionnels à 17 ans lors de la saison 1985-86. Après un court prêt au Modène FC, il va être protagonistes des plus grands moments de l'histoire du Parme FC, amenant le club de la Serie C1 au titre européen de 1993. Cette même année, il fait ses débuts internationaux en jouant deux matchs avec l'équipe d'Italie. 
En 1994, il signe à la Sampdoria avant de rejoindre le Milan AC en échange de Ruud Gullit. Melli a toutefois du mal à s'imposer dans ces deux clubs, et retourne donc au Parme FC, se rendant toujours utile et disponible à l'équipe. Puis il joue encore trois ans à Pérouse avec qui il obtient une montée en Serie A et un double maintien avant de finir sa carrière à l'Ancona Calcio, en Serie B. Il a joué 202 matchs en Serie A pour 44 buts marqués.

## Carrière en club
- 1985-1988 : Parme FC  Italie (38 matchs, 3 buts)
- 1988-1989 : Modène FC  Italie (8 matchs, 0 buts)
- 1989-1994 : Parme FC  Italie (161 matchs, 49 buts)
- 1994- : Sampdoria  Italie (8 matchs, 1 but)
- 1994-1995 : Milan AC  Italie (6 matchs, 1 but)
- 1995-1997 : Parme FC  Italie (42 matchs, 4 buts)
- 1997-2000 : Pérouse  Italie (51 matchs, 3 buts)
- 2000-2001 : Ancona Calcio  Italie (13 matchs, 4 buts)

## Carrière en équipe nationale
- 1989-1992 : Italie espoirs (19 matchs, 3 buts)
- 1992 : Italie olympique (6 matchs, 5 buts)
- 1993 : Italie A (2 matchs, 0 buts)

## Palmarès
- 1 supercoupe de l'UEFA : 1993 Parme FC
- 1 coupe des coupes : 1992-93 Parme FC
- 1 finale de coupe des coupes : 1993-1994 Parme FC
- 1 coupe d'Italie : 1991-92 Parme FC
- 1 championnat de Serie C1 : 1985-86 Parme FC
- 1 Championnat d'Europe de football espoirs : 1992 Italie Espoirs